# Maldición gitana
Maldición gitana es una película española de comedia estrenada en 1953, dirigida por Jerónimo Mihura Santos y protagonizada en los papeles principales por Luis Sandrini, Elena Espejo y Julia Caba Alba.
Está basada en la obra teatral Más acá de El más allá escrita por el dramaturgo español Carlos Llopis.

## Sinopsis
Alejo Franchinelli es un violinista viudo cuya suegra, doña Encarna, le amenaza continuamente enviándole telegramas todos los meses. Al volverse a casar, su nueva suegra le hace la vida imposible. Un día se le aparece el espíritu de doña Encarna, que le asegura que ha muerto y, aunque le sigue teniendo manía, ahora le quiere ayudar para conseguir que la perdone. Alejo, confirma la muerte de su primera suegra y de repente todo comienza a salirle bien, hasta que empieza a meterse en líos y pide a doña Encarna que no le ayude más.

## Reparto
- Luis Sandrini como Alejo Franchinelli
- Elena Espejo como Elvira
- Julia Caba Alba como Doña Alfonsa
- Eduardo Sandrini
- Fernando Fernández de Córdoba
- Félix Fernández
- Mercedes Serrano
- Manuel Guitián
- Aníbal Vela
- Francisco Bernal
- Arturo Marín
- Casimiro Hurtado
- María Arias
- Josefina Bejarano
- Gaspar de Aquino
- Carlos Díaz de Mendoza
- Miguel Ángel Fernández
- Delia Luna
- Elisa Méndez
- Juanjo Menéndez
- Juan Olaguivel
- Rosita Palomar
- Carmen Pérez Gallo
- Santiago Rivero
- Dora Sancho
- Ricardo Turia